# Ираклий (Евреинов)
Архимандрит Ираклий (в миру Иван Евреинов; 1743 — 31 октября 1815) — архимандрит Русской православной церкви.
Происходил из малороссийских дворян. По другой версии — поляк, сын шляхтича, коллежского регистратора и российского публичного нотариуса.
Поступив в 1 апреля 1764 году в число монашеской братии Киевского Межигорского монастыря, был, между прочим, келейником московского архиепископа Амвросия (Зертис-Каменского), убитого во время чумы.
В 1770 году посвящён в иеромонаха; состоял ризничим, казначеем Чудова монастыря, с 1777 года строителем Давыдовой пустыни.
С 13 (24) января 1788 года по январь 1798 года был игуменом Знаменского монастыря.
21 ноября 1797 года произведён в архимандрита Московского Златоустова монастыря.
В феврале 1800 года переведён в Иосифов Волоколамский монастырь.
14 апреля 1804 года, по желанию митрополита Платона (Левшина), переведён в московский Богоявленский монастырь.
В 1811 году — в московский Данилов монастырь, в котором и скончался.
Отец Ираклий был одним из ближайших помощников митрополита Платона в хозяйственных делах.